# Torre del Cortijo de los Pedregales
La Torre del Cortijo de los Pedregales se encuentra en el municipio de Alcalá la Real, provincia de Jaén, comunidad autónoma de Andalucía, España.

## Descripción
Es una torre de vigilancia o atalaya en precario estado de conservación, destruida en gran parte por razones naturales y por intentos de expoliación. Presenta planta circular y un perímetro aproximado de 16,50 metros. Su entrada es en alto a 5,6 metros de la superficie y resulta en un arco cuyas dovelas aparecen perfectamente trabajadas. Conserva dos saeteras que se disponen en los vértices de un triángulo que conforman éstas con las puertas. Constructivamente consta de una base rellena en su interior por piedras y yeso y enlucida al exterior por sillares semiirregulares que se entrelazan con una argamasa de barro. Sobre esta base aparece un segundo cuerpo en el que se ubican los vanos antes mencionados y en cuyo interior se realizó la función para la que fue creada.